# Polacre (voile)
Pour les articles homonymes, voir Polacre.

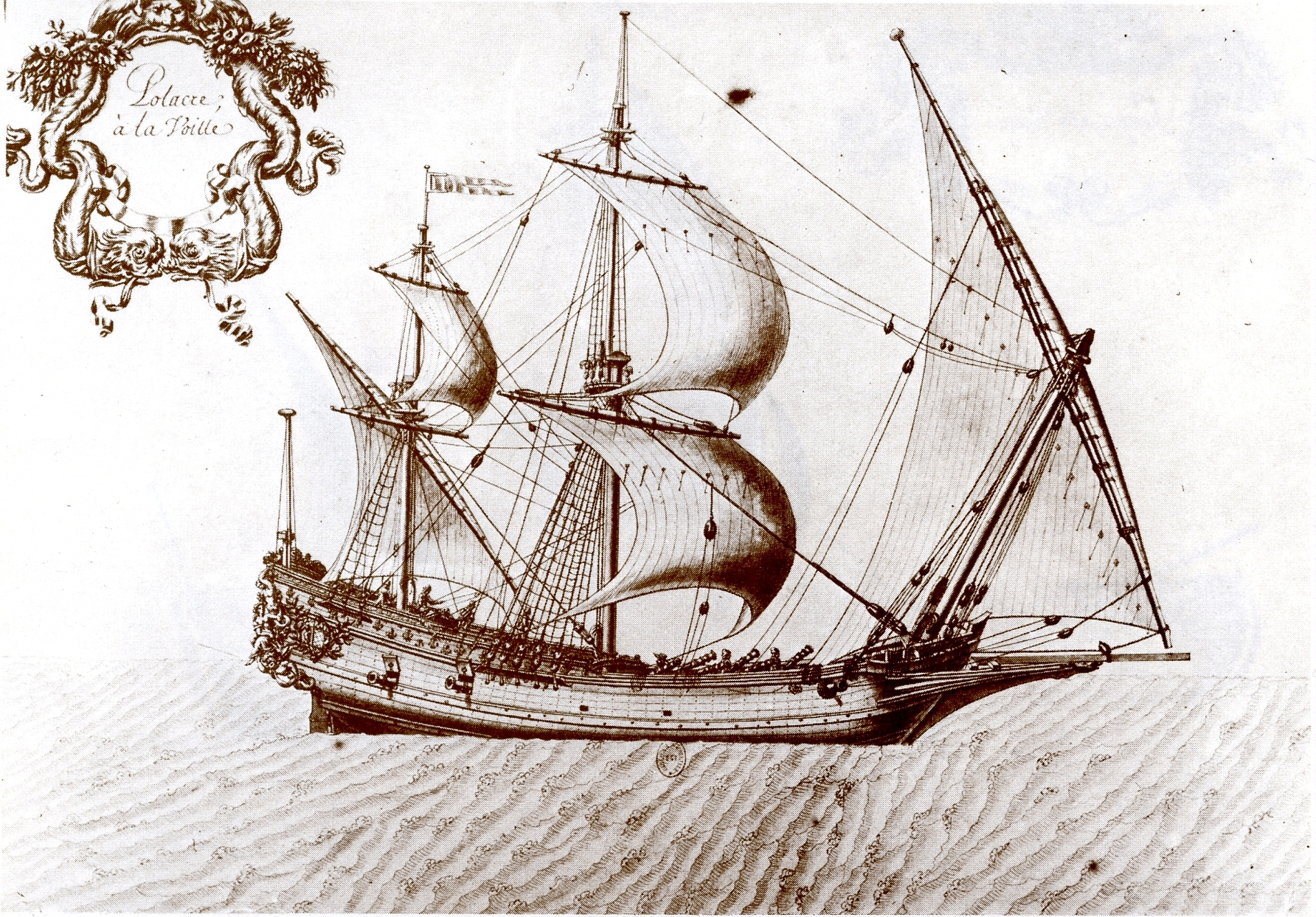
La Polacre est à la fois le type de navire et la grande voile latine sur le mât avant (Jean Joule, 1679).

Une polacre, polaque, ou poulaque (lateen jib en anglais) est une grande voile latine gréée sur une antenne du mât avant d'un navire (sur un bateau à plusieurs mâts). Elle correspond à un foc sur un navire à un mât qui tient lieu de trinquette sans draille avec un point d'amure sur le mât de beaupré.
Cette voile a donné son nom à un type de voilier ancien de Méditerranée,.